# Українець в Австралії
«Українець в Австралії» (англ. Ukrainian Settler) — український незалежний часопис, виходив 1957—1985 рр. в Австралії. Мав багатство різноманітного матеріалу, що в більшості складався із статей та передруків з різних видань. Деякі матеріали, це передруки з давніших часів, мав відділ поезії.
Спершу виданий як місячник 1957 року в Аделаїді у друкарні Бориса Ігнатова, редактором став Кость Гіммельрайх (перші 6 числа).
Від 1957 (від 7-го числа) виходив як двотижневик (редактор Борис Ігнатів) в Мельбурні. З 1980 року, редактором став Богдан Шемет).
Майже кожного року видавництво влаштовувало розвагові вечори для своїх читачів, де вибрано «королеву Преси» В 1959 влаштовано також культурно-мистецький вечір, присвячений пам'яті гетьманові Іванові Мазепі.
У часописі у різний час працювали або дописували: Іван Брозницький, Пилип Вакуленко, Степан Ванчицький, Григорій Вишневий, Лідія Гаєвська-Денес, М. Глуховера, Пилип Грін, П. Грудка, Р. Ґіжовський, Марія Дейко, Євгенія Дубів, Павло Дубів, І. Дубровський (США), О. Єремієнко, Борис Ігнатів, В. Кандибко, В. Каспенкович, О. Коваленко, Григорій Козак, Галина Корінь, П. Корінь, Г. Кузьменко, Теодосій Ляхович, Валеріян Михайлів, Марко Мішалов, Василь Онуфріенко, Л. Пелех, О. Півень, О. Підгородецький, о. Никодим Плічковський, Степан Радіон, І. Рубан, Василь Шевченко, Є. Шведченко, М. Цюрак. Ілюстратором газети був Максим Окопний; фоторепортер Іван Святківський.